# Ivan Krstitelj Pavković
Ivan Krstitelj Pavković (Pavkovići, Žumberak 17. listopada 1917. – Križevci, 4. lipnja 1994.), istaknuti hrvatski grkokatolički svećenik, crkveni pjesnik i prevodilac liturgijskih tekstova i liturgičar. Bio je rektor Grkokatoličkog sjemeništa u Zagrebu, Žumberački biskupski vikar i zagrebački grkokatolički Župnik. 

## Životopis
Ivan K. Pavković rođen je u Pavkovićima, zaselku župe Grabar na Žumberku. Osnovnu je školu pohađao u Grabru i Pećnom, Malo sjemenište i gimnaziju u Lavovu u Ukrajini. Zbog početka drugog svjetskog rata vraća se u Zagreb gdje studira i diplomira na katoličkom bogoslovnom fakultetu. 
Zaređen je u izvanrednim uvjetima komunističkih represija nad Katoličkom crkvom u Hrvatskoj.  U bolnici u Vinogradskoj ulici je kao zatočenik dovršavao svoj život križevački vladika dr. Janko Šimrak, koji ga je zaredio u tamošnjoj kapeli časnih sestara milosrdnica. 
Kratko je vrijeme upravljao župom Drage, a zatim je 1946. imenovan prefektom Grkokatoličkog sjemeništa u Zagrebu. U rujnu 1956. imenovan je rektorom toga Sjemeništa i župnikom gkt. župe sv. Ćirila i Metoda na Gornjem Gradu. Kao dugogodišnji upravitelj Sjemeništa odgojio je mnoge naraštaje svećenika križevačke biskupije. U teško doba uspio je obnoviti Sjemenište i župnu crkvu u Zagrebu, crkvu i župni dvor u Stojdragi, također u Sošicama, kapelu sv. Petke na Budinjaku, te uspostaviti župnu kuću s kapelom u Stenjevcu.
Zbog narušenog zdravlja na službi župnika zahvalio se 1984, a na službi rektora 1990. Neko je vrijeme živio u križevačkom biskupskom dvoru, a zatim u tamošnjem samostanu bazilijanki.

## Liturgijska i pastoralna djela
Preveo je na hrvatski jezik iz crkvenoslavenskog i izdao Liturgiju sv. Ivana Zlatoustoga, sv. Bazilija Velikog i Grigorija Dvoslova (Pretposvećenih darova). Uz to je preveo veliki dio Trebnika (službe sakramenata i raznih blagoslova) i Časoslova. Prijevodi Pavkovića su i danas važan temelj suvremenih prijevoda na hrvatski jezik. 
Uz crkvene pjesme je skladao također svjetovnu poeziju, koja je objavljena u raznim zbirkama.
Sakupio je i izdao zbirku propovijedi Iz njihove ostavštine i dr. te Gospodi pomiluj: Molitvenik za grkokatolike. Izdao je i dvije knjige žumberačkih narodnih običaja. U samostanu bazilijanki u Sošicama utemeljio je zbirku žumberačkih starina. Godine 1978. pokrenuo je godišnjak Žumberački krijes i urešivao ga do g. 1987.